# Bifurkacijski dijagram
U matematici, posebno u dinamičkim sustavima, bifurkacijski dijagram pokazuje moguće dugoročne vrijednosti sustava kao funkciju. 

## Populacijska jednadžba
Populacijska jednadžba nastala je kao pokušaj matematičkog predviđanja mijenjanja populacije određene vrste (biljaka, životinja...) na određenom području kroz godine: {\displaystyle x_{n+1}=rx_{n}(1-x_{n})}. Konstanta r, koja može biti bilo koji racionalan broj između 0 i 4, naziva se kontrolnim parametrom i služi za reguliranje uvjeta preživljavanja (stupanj razmnožavanja, količina hrane, neprijatelja itd.), dok xn predstavlja omjer trenutnog i najvećeg mogućeg broja jedinki u n-toj godini (dakle, moguće su joj vrijednosti između 0 i 1). Ako bismo za vrijednost konstante r uzeli 2.5, te počeli od {\displaystyle x_{0}=0.9}, vidjeli bismo da rješenja konvergiraju jednoj vrijednosti (0.6). Drugim riječima, ona čine atraktor perioda-1. Ponovimo li postupak s r = 3.3, vidjet ćemo da rješenja naizmjenično konvergiraju dvijema vrijednostima (0.479427 i 0.823603), odnosno čine atraktor perioda-2. Tako se za različite vrijednosti r dobivaju atraktori perioda-4, perioda-8, perioda-16 itd. No, ako uzmemo r = 3.79, dobit ćemo potpuno kaotična rješenja.
|  |  |

Dosad smo crtali {\displaystyle x_{n}/n} dijagrame, prikazujući kretanje populacije kroz vrijeme, posebno za različite vrijednosti r. Nacrtajmo sada {\displaystyle x_{n}/r} dijagram da bismo vidjeli kako se rješenja mijenjaju za određene vrijednosti r. Za svaki r nacrtat ćemo u y-smjeru sva rješenja za 2000 < n < 4000. Prvih 2000 iteranada ne uzimamo jer, kao što smo vidjeli, kod atraktorâ određenog perioda rješenja poprimaju određene vrijednosti tek nakon nekog vremena. Takav se graf naziva bifurkacijskim dijagramom. Za r < 1 sve su vrijednosti jednake nuli, što znači da će populacija izumrijeti. U području 1 < r < 3 sve su točke sažete u jednu liniju, dakle rješenja konvergiraju jednoj vrijednosti. U 3 < r < 3.4 graf se račva, što znači da za te vrijednosti r rješenja konvergiraju dvijema vrijednostima. Za r > 3.79 ne vidimo nikakve logičnosti, odnosno vidimo da su rješenja kaotična, ne konvergiraju nijednom rješenju. 

## Fraktalna svojstva
Ovaj dijagram sadrži fraktalna svojstva, jer se na nekim dijelovima crta dijagrama račva ponovno i ponovno. Izračun fraktalne dimenzije je vrlo složen, a pretpostavlja se da je jednak {\displaystyle {\frac {\log 2}{\log \delta }}\approx 0.4498}, gdje je δ Feigenbaumova konstanta, δ = 4.669201609102990671...